# Referendum w Zimbabwe w 2013 roku
Referendum w Zimbabwe odbyło się 16 marca 2013 roku. Było to referendum konstytucyjne. Referendum rozpoczęło się o godzinie 5:00 czasu lokalnego (godzina 6:00 czasu polskiego).

## Przed wyborami
Przyjęcie konstytucji obserwatorzy uważali za niemal pewne. Uzgodniły ją dwa rywalizujące ugrupowania - Narodowy Związek Zimbabwe - Front Patriotyczny (ZANU-PF) rządzącego od 33 lat autorytarnego prezydenta Roberta Mugabego i Ruch na rzecz Zmian Demokratycznych (MDC) premiera Morgana Tsvangiraia. Nowy projekt konstytucji zakładał ograniczenia władze prezydenta do dwóch kadencji po pięć lat. Ponieważ nowe prawo nie obowiązywało wstecz, prawie 89-letni ówcześnie Mugabe, który sprawuje władzę w Zimbabwe od 33 lat, będzie mógł startować również w kolejnych wyborach prezydenckich. Przyjęcie nowej konstytucji było ważnym etapem na drodze do wyborów parlamentarnych i prezydenckich, które zaplanowano na 31 lipca 2013

## Wyniki
Za nową konstytucją wprowadzającą ograniczenie kadencji prezydenta opowiedziało się 94,49% głosujących.